# Феодора Палеолог
Феодора Палеолог (греч. Θεοδώρα Παλαιολογίνα, болг. Теодора Палеологина; XIII век, Византия — XIV век, Константинополь) — византийская принцесса, ставшая болгарской царицей. Жена царя Феодора Святослава с 1308 года до его смерти в 1321 году и Михаила Шишмана с 1324 года до его гибели в битве при Вельбужде 28 июля 1330 года.
Дочь византийского императора Михаила IX Палеолога (1295—1320), сына и соправителя Андроника II Палеолога (1282—1328), и Риты Армянской, дочери правителя Киликийского армянского государства. Сестра византийского императора Андроника III Палеолога (1328—1341).

## Брак с Феодором Святославом
Теодор Святослав попросил её руки в конце 1307 года, чтобы завершить успешную войну против Византийской империи, которая началась, когда он стал царём в 1300 году. Андроник II вынужден был согласиться, а также отказаться от претензий на южные черноморские города, такие как Месемврия и Анхиал, которые остались болгарскими. Брак, вероятно, был заключён весной 1308 года. После смерти Феодора Святослава она осталась в Тырново. По всей видимости, Феодора имела хорошие отношения со своим пасынком и новым царём Георгом II Тертером (1321—1322), который был сыном её предшественницы Ефросины. Она осталась в столице после безвременной кончины Георгия II и в начале правления деспота Видина Михаила Шишмана.

## Брак с Михаилом Шишманом
После войны с византийцами в 1326 году новый царь Болгарии Михаил III Шишман развёлся со своей первой женой Анной Недой из Сербии и женился на Феодоре. Этим браком он установил более тесные отношения с Андроником III и ухудшил отношения с Сербским королевством. Родственные связи стали также помогли установить мир между Византией и Болгарией после короткой пограничной войны между этими державами в 1328 году. После гибели Михаила Шишмана в битве при Вельбужде Феодора не смогла остаться в Тырново, потому что после битвы Анна Неда и её сын и новый царь Иван Стефан (1330—1331) вернулись из ссылки.

## Поздняя жизнь
Прожив в Болгарии почти четверть века и будучи дважды царицей, Феодора покинула Болгарию осенью 1330 года и вернулась в Константинополь. Она была очень близка к матери Иоанна VI Кантакузина (1341—1354), Феодоре Палеолог Ангел. Скорее всего, она жила со своей матерью, которая в то время была монахиней, а после её смерти Феодора сама стала монахиней, взяв имя Феодосия. Известно, что у неё были дети от Михаила Шишмана и, вероятно, от Феодора Святослава, но их имена неизвестны.